# Partido de General Alvarado
Partido de General Alvarado är en kommun i Argentina.   Den ligger i provinsen Buenos Aires, i den sydöstra delen av landet, 400 km söder om huvudstaden Buenos Aires. Antalet invånare är 34 391. Arean är 1 677 kvadratkilometer. Partido de General Alvarado gränsar till General Pueyrredón, Partido de Balcarce och Lobería. 
Terrängen i Partido de General Alvarado är huvudsakligen platt, men norrut är den kuperad.
Trakten runt Partido de General Alvarado består till största delen av jordbruksmark. Runt Partido de General Alvarado är det ganska glesbefolkat, med 22 invånare per kvadratkilometer.